# Parque estatal Bosque el Hiloche
El Parque estatal Bosque el Hiloche es un parque estatal ubicado en el municipio de Mineral del Monte, estado de Hidalgo, México. Cuenta con una superficie de 99.88 ha, este parque es considerado como uno de los treinta y un geositios del proyecto del Geoparque Comarca Minera.

## Historia

Carretera Federal 85 en su paso por el parque.

Históricamente el Bosque el Hiloche ha despertado interés para su sobreexplotación, sin embargo existe el interés por parte de la población local por su restauración, conservación y protección, por este motivo este bosque ha pasado por diversos tipos de protección. El 16 de diciembre de 1996 se publicó el decreto para declarar la protección del área natural de dominio municipal. Este decreto, tuvo la finalidad de detener el proceso de invasión de asentamientos humanos irregulares. El incumplimiento de estas disposiciones, derivó en la expansión urbana de Mineral del Monte, hacia el área.
Dos años después, el 10 de octubre de 1998 se declara como Reserva Ecológica, ocupando una superficie total de 112.2666 ha, cuya zona núcleo ocupa 87.6499 ha y de amortiguamiento 24.6167 ha. El 6 de septiembre de 2004 es decretado como Parque Estatal ocupando una superficie de 99.88 ha. El 19 de septiembre de 2011 se publica en el Periódico Oficial del Estado de Hidalgo un decreto para la prohibición de toda nueva construcción, denominándolo "Parque Estatal Bosque el Hiloche y áreas verdes"; anexando una zona de áreas verdes, con el objeto de proteger, evitar nuevas construcciones que abarca una superficie de 11 708.00 m².
En 2015, habitantes de la zona denunciaron que la presidencia municipal realizaba trabajos para remover la vegetación y tala árboles; señalando que la autoridad municipal no cuenta con los permisos correspondientes. En 2015 se inició el proyecto del Geoparque Comarca Minera que busca dar valor al patrimonio geológico, minero, arqueológico y cultural de la región de la Comarca Minera;
En 2017 el alcalde de Mineral del Monte, Jaime Soto Jarillo, señaló que dentro de las actividades de su gobierno se encuentra la reactivación del bosque "El Hiloche". El 5 de mayo de 2017 la Unesco se designó se manera oficial al Geoparque Comarca Minera dentro de la Red global de geoparques, quedando el Parque estatal Bosque el Hiloche como uno de los treinta y un geositios del proyecto.

## Ubicación y exención
Se encuentra entre las coordenadas 8° 41’ 30.9” y 98° 40’ 08.1” longitud oeste y 20° 08’ 21.7” y 20° 09’ 26.6” latitud norte. Las 99.8 hectáreas que componen la superficie del parque están divididas en 4 polígonos:
- El polígono uno tiene una superficie de 54.60 ha, colinda al norte con el Rancho Perabeles, el Arroyo y presa Calicanto; por el lado sur colinda con la carretera federal 85 México-Tampico y La Capilla; y por el extremo oeste con el Arroyo y pequeñas propiedades.[9]
- El polígono dos tiene una superficie de 0.2 ha, colinda al norte y este con el camino a Rancho Perabeles, al sur colinda con la carretera federal 85 México-Tampico y al oeste con pequeñas propiedades.[9]
- El polígono tres tiene una superficie de 2.39 ha, colinda al norte con camino a Rancho Perabeles y pequeñas propiedades, por el lado sur colinda con la carretera federal 85 México-Tampico, por el este con pequeñas propiedades y al oeste con el camino a la Mina de Vargas.[9]
- El polígono cuatro tiene una superficie de 43.57 ha, colinda al norte y oeste con la carretera federal 85 México-Tampico, al lado sur colinda con caminos y pequeñas propiedades del Barrio del Hiloche y por el extremo este con Mina la Purísima, el Panteón y pequeñas propiedades. Al polígono anterior se le resta una superficie de 0.89 ha, correspondiente al polígono denominado las Antenas, por lo que el polígono 4, tiene una superficie real de 42.67 ha.[9]

## Geografía

Caballo pastoreando en el parque.

En cuanto a fisiografía se encuentra en el extremo occidente de la Sierra de Pachuca, la cual pertenece a la subregión Llanuras y Sierras de Querétaro e Hidalgo de la región fisiográfica del Eje Neovolcánico. La elevación más importante es el Cerro El Hiloche con 2927 m s. n. m. El suelo está formado de partículas minerales inorgánicas (arena, limo y arcilla), de humus o materia orgánica, de agua, aire y un nivel adecuado de organismos. Los tipos de suelo predominantes en el área son, luvisol crómico, en el sur y cambisol húmico en el norte.
En lo que respecta a la hidrología se encuentra posicionado en la región hidrológica del Pánuco; en las cuencas del río Moctezuma; dentro de las subcuenca del río Amajac; contando con la presa Calicanto por el extremo oeste y una pequeña corriente de agua que alimenta la presa. La precipitación pluvial anual asciende a 951 mm, el periodo de lluvias inicia en el mes de abril y finaliza en el mes de noviembre, los meses más húmedos son junio, julio, agosto y septiembre, meses en los que se acumula el 73.7 % de la precipitación anual.
Al área le confieren dos condiciones climáticas: C(w0)(w),Templado subhúmedo con lluvias en verano, de menor humedad, y C(w2)(w), Templado subhúmedo con lluvias en verano, de mayor humedad. La temperatura media anual a 12.1 °C, registrándose por otra parte un promedio de 42 heladas al año. La localización altitudinal y el relieve de la zona, hacen de la niebla y neblina, un fenómeno frecuente que se presenta al inicio de la época de lluvias.
Entre los árboles más representativos de este bioma, se encuentran ejemplares de oyamel (Abies religiosa), táscate o sabino (Juniperus deppeana), ocote (Pinus patula) y encino (Quercus rugosa). La flora está constituida por 50 especies, 37 géneros y 24 familias. La fauna está integrada por los grupos de anfibios (6 especies/5 géneros/3 familias), reptiles (7 especies/6 géneros/3 familias), aves (56 especies/43 géneros/12 familias) y algunos rastros de mamíferos (7 especies/7 géneros/6 familias).

## Turismo
Dentro del parque, no se ubica ningún centro de población, en la zona de influencia se encuentra la cabecera municipal de Mineral del Monte. Mineral del Monte obtuvo el nombramiento como Pueblo Mágico en 2004. Es un lugar ideal para realizar largas caminatas, campismo, deporte al aire libre. En las inmediaciones del lugar se encuentra el patio de la antigua mina de La Purísima Concepción, la mina es un pequeño museo de sitio. En el lugar se hallan dos tiros (pozos mineros), el Hermoso y la Rica, de los que se extraía plata. Los paisajes boscosos han inspirado numerosas leyendas y creencias populares, como la que dice que en este paraje se encuentran sepultados cofres llenos de oro y plata extraídos por los antiguos mineros.